# Cum laude

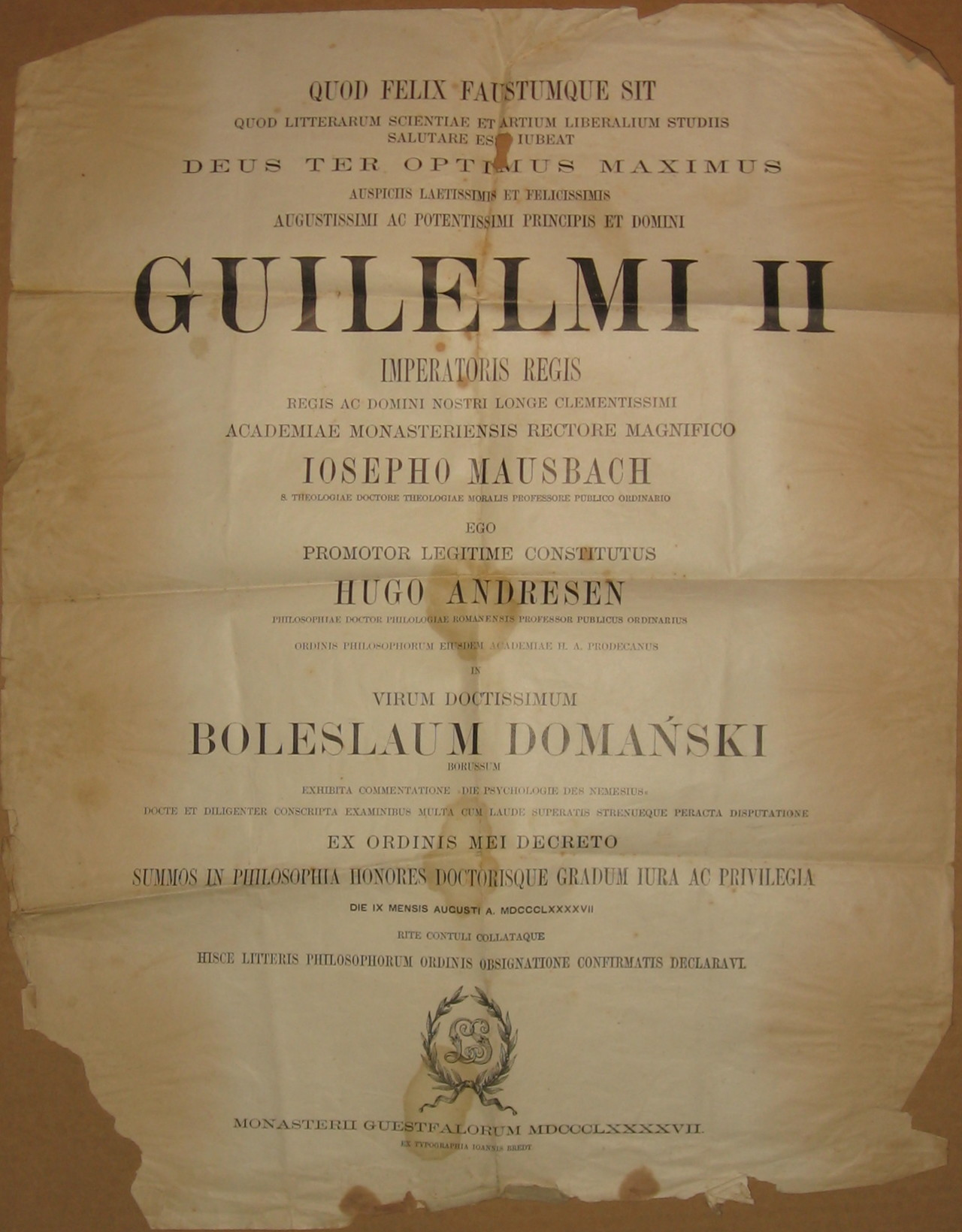
Título de doctorado emitido por la Universidad de Münster en 1897, que utiliza la expresión cum laude.

Cum laude (en latín, ‘con honores, con elogios’) es una locución latina usada para indicar el nivel de rendimiento académico con el que se ha obtenido un grado académico universitario máximo, usualmente el doctorado.
En algunos países sobresaliente cum laude es la máxima calificación posible en el doctorado.
En España la mención cum laude, que es aplicable solo a los doctorados que alcanzan la puntuación sobresaliente (10/10), solo se concede por unanimidad del tribunal evaluador mediante voto secreto individual, regulado por el RD 534/2013.
En otros países, como Estados Unidos,  se establecen tres grados de rendimiento en los estudios realizados (dependiendo los porcentajes de la institución):
- cum laude: ‘con honores’ (destacado). Representa el reconocimiento a un rendimiento académico destacado, estando el promedio del alumno entre el 20 o 30% más alto.
- magna cum laude: ‘con grandes honores ’ (muy destacado). Representa el reconocimiento a un rendimiento académico muy destacado, con promedios entre el 5 o 15% más alto.
- summa cum laude: ‘con los más altos honores’ (sumamente destacado). Representa el reconocimiento a un rendimiento sumamente destacado, reservado para los mejores promedios (entre el 1 o el 5% más alto).

En El Salvador, sobre un máximo de 10 puntos, se estila su uso de esta forma:
- Cum laude: El promedio de graduación está comprendido entre 9.0 y 9.50 puntos.
- Summa cum laude: También conocido como "con los máximos honores", se aplica a quienes obtienen un promedio superior a 9.50 puntos, es decir, a quienes obtienen una calificación entre 9.50 y 10 que es la puntuación máxima.

En Honduras, sobre un máximo de 100 puntos, se estila su uso de esta forma:
- Summa cum laude: También conocido como "con los máximos honores", se aplica a quienes obtienen un promedio de graduación entre 95 y 100 puntos.
- Magna cum laude: El promedio de graduación está comprendido entre 90 y 94 puntos.
- Cum laude: El promedio de graduación está comprendido entre 80 y 89 puntos.

En República Dominicana se utiliza el sistema de 4 puntos y 100 puntos de esta forma:
- Cum laude: 3.2 - 3.4 u 85 - 89
- Magna cum laude: 3.5 - 3.7 o 90 - 94
- Summa cum laude: 3.8 - 4.0 o 95 - 100

Algunos personajes han recibido su grado académico cum eximia laude ("con altísimos honores" o "con suma alabanza"). Universidades como la UASD otorgan la sortija a los estudiantes graduados con índice o promedio global acumulado de 91 en adelante. La ausencia de títulos honoríficos puede ser indicada simplemente al no declarar ningún honor, como ocurre en los Estados Unidos e Indonesia, o expresamente, como ocurre en Alemania y otros países de la Europa continental. 3.14
En Venezuela, sobre un máximo de 20 puntos, se estila su uso de esta forma:
- Cum laude: graduación con promedio sobresaliente, por lo general comprendido entre 17 y 18 puntos.
- Magna cum laude: El promedio de graduación está comprendido entre 18 y 19 puntos.
- Summa cum laude: También conocido como "con los más altos honores", se aplica a quienes obtienen un promedio superior a 19 puntos.